# 啟發課程

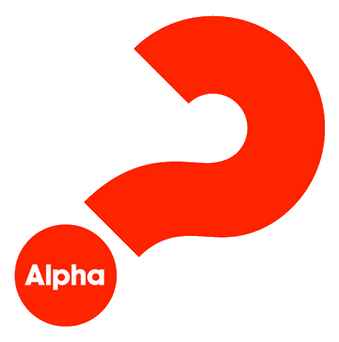
啟發課程的標誌

啟發課程（英語：The Alpha Course）是個介紹基督教基本教義的福音性課程，專門為一些對基督教信仰感興趣者而設。課程主要透過聚餐、影片和討論來讓參與者循序漸進地認識信仰。其主辦單位將課程定性為“一個探索生命意義的機會”。啟發課程起源於英國聖公會布朗普顿圣三一堂，目前在全球各地的教會、大學、工作單位和監獄都有舉辦，而且被各個主流教派（包括新教、天主教及東正教）所接納和推崇。全球有超過2,700萬人曾接受本課程。

## 課程結構
啟發課程為期10週，通常每週1節，並選在黃昏時間舉行。每節課程開始時，參與者會共進晚餐，然後觀看一段富啟發性的影片，接著進行小組討論。影片是圍繞基督教的要義所編撰，內容包含訪談、個人見證和喻道故事。部分影片邀請了各界名人如《人在野》主持贝尔·格里尔斯和長期於香港從事社會福利工作的潘靈卓作分享。除此以外，課程的其中三或四節會改為在週末舉行，或是集中在一天之內完成，以便進行聯誼或戶外活動。課程已被翻譯成112種語言。

### 學校內的宗教教育
啟發課程設有專為11-14歲的學童的版本，分別是為期12週的“exploRE: 基督教信仰”和為期14節課程的“exploRE: 基督生平”。前者主要討論教義，而後者則著重探討耶穌的出生、事蹟、受苦和復活。課程名字中的大寫“RE”指的是宗教教育，是英國義務教育課程的必修部分。課程的材料被設計成供宗教教育老師自由裁剪使用。

### 婚戀課程
Relationship Central是啟發課程主辦單位的姊妹機構。該機構提供一系列圍繞感情和婚戀關係的課程。課程的內容是改編自尼奇·李和希拉·李的著作《婚姻書》（英文：The Marriage Book）。其中的婚姻課程為期7節，對象為已婚夫婦。該課程安排夫婦二人同坐一檯享用燭光晚餐，又或是咖啡、茶和甜點，同時舉行講座。講座可以是現場真人主講，也可能是錄影片段。講座主要為夫婦在輕鬆氣氛下提供實務性和資訊性的內容。婚姻預備課程為期5節，形式和婚姻課程相類似。和傳統的啟發課程不同，婚戀課程不設小組討論環節，參與者的個人隱私不會洩露給輔導員或其他參與者。英國軍隊在此婚戀課程的基礎之上，設計出針對軍人的課程，並加入一節講述如何應對配偶因軍隊調配而導致的分離。於2012年，婚戀課程系列的範圍延伸到教養兒童課程（針對0-10歲子女）及教養青少年課程（針對11-18歲子女）。這兩個課程的格式均依照傳統的啟發課程的安排，設有聚餐、講座及小組討論。Relationship Central聲稱所有婚戀課程皆為“建基在基督教信仰之上，適合各類夫婦，不論他們是否基督徒”。

### 更新人士
啟發課程尚有專門為在囚人士設計的版本。此外，“關懷更新人士計劃”是專為那些曾在獄中接受啟發課程的釋囚而設，向他們提供實質性援助例如居住地點、工作機會、食物，以及教會的牧養。目前在英國、加拿大、南非和美國都有開辦本計劃。

### 聖保羅神學中心
聖保羅神學中心（英文：St Paul's Theological Centre）是啟發課程暨布朗普顿圣三一堂所屬之神學院。聖保羅神學中心旨在為平信徒提供神學訓練、栽培神職人員、為世界各地的教會提供神學資源，以及為啟發課程提供神學指引和依據。

## 华人启发
华人启发是为了华人群体所设计的全新启发视频。目的是让华人可以通过自己的语言以及相似生活体验的故事和观点来探索生命、人生意义和基督教信仰。华人启发视频在全球7个地点拍摄，由蔡颂辉牧师、两位主持人以及在华人社群具有影响力的人物来介绍基督信仰中的各类话题。

## 批評
啟發課程其中一個最大的批評是其過分濃厚的靈恩色彩。許多非靈恩派的基督徒認為，課程主編甘力克過分強調聖靈的位格和做功。儘管官方指引並不鼓勵，部分教會還是因而替換了課程內有關聖靈的內容。啟發課程的官方回應是“我們相信聖靈會在人生命裡面工作，叫人知罪悔改、更新改變，但不是要強調聖靈外在的彰顯和能力，我們尊重各宗派自由演繹對聖靈工作的教導”。
另外，啟發課程的參考讀物，由甘力克所著的《寻寻问问》（英文：Searching Issues），也因為書中對同性戀行為的反對立場而惹來批評的聲音。然而，從整個基督教群體來看，反對同性戀行為並非只是甘力克一人所持守的立場。
立場更為保守的批評聲音，尤其是改革宗和福音派的觀點，認為啟發課程對罪的定義不夠深入，故未能向參與者充分說明耶穌受苦和復活的背後動機 。啟發課程的競爭對手《探索基督教》試圖在罪這方面的教導做得更好。
在英國雪菲爾城市神學組服務的約翰·維森牧師認為，啟發課程展現出來的視角過於狹窄，過分著重神學家對耶穌的論調和“標準答案”，而非讓學生在研習耶穌生平和教導的過程中自由地得出結論。他表示：“啟發課程由於受限於其講述教學法、心胸狹窄的內容和封閉的環境，很難讓參與者探索另類觀點。故此，我擔心這只會把人導入一種自我中心的宗教而非真正的基督教門徒訓練”。
有些天主教徒則抱怨為期15節的“啟發課程（天主教版）”內容偏頗，對羅馬天主教教義涵蓋不足。為了加深參與者這方面的認識，教牧需在課程完結後為他們“補課”。

## 外部連結
- 啟發課程台灣官方網站（页面存档备份，存于）
- 啟發課程香港官方網站（页面存档备份，存于）
- 一個啟發課程的簡介材料（页面存档备份，存于）